# Lavendelparadiesvogel
Der Lavendelparadiesvogel (Paradisaea decora), auch Lavendel-Paradiesvogel oder Schmuck-Paradiesvogel, ist eine Art aus der Gattung der Eigentlichen Paradiesvögel innerhalb der Familie der Paradiesvögel (Paradisaeidae). Er kommt, anders als die meisten Angehörigen dieser Vogelfamilie, nicht auf Neuguinea vor, sondern auf Inseln, die der südöstlichen Küste Neuguineas vorgelagert sind.
Die Art wird von der IUCN als gefährdet (englisch vulnerable) eingestuft. Er gehört damit gemeinsam mit dem Breitschwanz-Paradieshopf zu den Arten innerhalb der Paradiesvögel, die am stärksten bedroht sind. Es werden für diesen Inselendemit keine Unterarten unterschieden.

## Merkmale

### Körperbau und -maße
Der Lavendelparadiesvogel ist mit einer Körperlänge von bis zu 33 Zentimeter einer der mittelgroßen Paradiesvogel. Inklusive des stark verlängerten mittleren Steuerfederpaars erreichen die Männchen sogar eine Länge von 60 Zentimeter. Das übrige Schwanzgefieder misst 12,8 bis 14,3 Zentimeter, so dass das mittlere Steuerfederpaar, das 36,8 bis 53,6 Zentimeter lang ist, dieses deutlich überragt. Auch das Weibchen, das mit einer durchschnittlichen Körperlänge von 29 Zentimeter kleiner ist als das Männchen ist, hat ein Schwanzgefieder mit einer Länge zwischen 12,3 und 13,1 Zentimeter. Das mittlere Steuerfederpaar ist bei ihr nicht verlängert, sondern hat eine Länge von 10,4 bis 11,2 Zentimeter und ist damit geringfügig kürzer.
Der Schnabel ist bei den Männchen 3,5 bis 4 Zentimeter lang, bei den Weibchen ist der Schnabel mit 3,6 bis 3,9 Zentimeter fast gleich lang, obwohl die Weibchen ansonsten durchschnittlich 6 Prozent kleiner sind als die Männchen. Bislang wurde nur ein einziges Männchen gewogen, das ein Gewicht von 237 Gramm hatte.

### Männchen
Zügel, Stirn, Bartstreif, Kinn und Kehle des Männchens sind gelblich-grün bis dunkelgrün gefiedert und irisieren sehr stark. Bei bestimmtem Lichteinfall können diese Partien sogar samtschwarz wirken. Der Scheitel, der Mantel und die übrige Körperoberseite bis zu den Oberschwanzdecken sind orangegelb und können bei bestimmten Lichtverhältnissen weiße Schlaglichter bilden. Die Flügel haben einen lavendelfarbenen Ton, das gilt auch für die Oberseite des Schwanzes. Das stark verlängerte mittlere Steuerfederpaar weist nur an der Basis Außenfahnen auf und hat ansonsten eine drahtartige Struktur.
Die Brust ist lavendelgrau, von der leuchtend grünen Kehle ist sie durch ein schmales matt graugelbes Halsband getrennt. Bauch, Schenkel und Unterschwanzdecken sind beige mit einem leichten Rosaton. Die stark verlängerten, seidenartig feinen Flankenfedern sind leuchtend rot mit weißen Spitzen. Die innersten Flankenfedern sind dagegen schwarz, kurz, nach innen gekrümmt und haben einen tief violetten Schimmer. Der Schnabel ist kalkig blaugrau, die Iris der adulten Vögel ist schwefelfarben. Die Beine und Füße sind braungrau. Das Schnabelinnere ist grau.

### Weibchen
Die Zügel, die Stirn, der Bartstreif, das Kinn und die Kehle sind rotbraun. Der Scheitel, der Nacken und der obere Mantel sind gelbbraun und gehen dann in ein Olivbraun und Zimtton auf der übrigen Körperoberseite über. Die Körperunterseite ist zimtbraun mit einer feinen grauen Querbänderung.

## Verbreitungsgebiet und Lebensraum
Der Lavendel-Prachtvogel gehört zu den wenigen Paradiesvögeln, deren Verbreitungsgebiet nicht Neuguinea umfasst. Er gilt als eine Schwesterform des in großen Teilen Neuguineas vorkommenden Großparadiesvogels, mit dem er Merkmale wie die verlängerten Flankenfedern, die Kopfzeichnung und das drahtartig reduzierte mittlere Steuerfederpaar teilt. Sein Verbreitungsgebiet ist auf die Inseln Normanby und Fergusson begrenzt. Die Fergusson-Insel ist eine vulkanische, etwa 1437 km² große Insel im Pazifischen Ozean. Sie ist die größte der D’Entrecasteaux-Inseln. Normanby ist etwas kleiner, wie Ferguson aber vulkanischen Ursprungs. Die D’Entrecasteaux-Inseln liegen in der Salomonensee, östlich von Neuguinea.
Beim Lavendelparadiesvogel kommen anders als für zahlreiche Paradiesvögel keine Hybride mit anderen Paradiesvogelarten vor. Im Verbreitungsgebiet kommen nur die Kräuselparadieskrähe und die Schall-Manucodia aus der Familie der Paradiesvögel vor und beide Arten sind monogam.
Der Lebensraum sind Bergwälder und aufgegebene Hochland-Gärten der indigenen Ethnien der beiden Inseln.

## Lebensweise
Über die Nahrungsweise des Lavendelparadiesvogels ist vergleichsweise wenig bekannt. Sie decken vermutlich wie die überwiegende Zahl der Paradiesvögel den größten Teil ihres Nahrungsbedarfes mit Früchten und fressen daneben auch Gliederfüßer. Ungewöhnlich ist, dass Männchen schon dabei beobachtet wurden, wie sie auch in der Laubschicht auf dem Waldboden nach Nahrung suchen. Nach Berichten der indigenen Völker ist ein solches Verhalten nicht ungewöhnlich.
Zum Trinken und Baden kommen sie dagegen nicht auf den Erdboden. Sie suchen vielmehr Stellen auf, wo sich in Baumhöhlen und Stammgabelungen von Bäumen Wasser sammelt.

## Fortpflanzung
Wie die überwiegende Zahl der Paradiesvögel ist auch der Lavendelparadiesvogel polygyn, das heißt, das Männchen paart sich nach Möglichkeit mit mehreren Weibchen. Das jeweilige Weibchen zieht alleine den Nachwuchs groß. Die Männchen balzen an einem gemeinschaftlichen Balzplatz, einem sogenannten Lek um die Weibchen. Es finden sich dazu mehrere Männchen in Bäumen ein, die nahe beieinander stehen.
Die Balz des Lavendelparadiesvogels ist bislang nur wenige Male beobachtet worden. Ähnlich wie beim Kleinen, Großparadiesvogel und Raggi-Paradiesvogel hat die Balz mehrere Phasen. In der ersten Phase finden sich die Männchen sowie Weibchen am Lek ein und die Männchen lassen ihre weithin vernehmbaren Rufe hören. In der zweiten Phase präsentiert ein einzelnes Männchen sein Gefieder. Bereits während dieser Phase kann es zu einzelnen kurzen Paarungen kommen. Bei der beobachteten Balz kam es auch zu kurzen Paarungen von Männchen, die noch nicht das vollständig adulte Gefieder trugen, mit einzelnen anwesenden Weibchen. Zu einer längeren und wiederholten Paarung kommt es jedoch schließlich durch das balzende Weibchen.
Nest, Eier, Brutdauer und die Zeitdauer, bis zu der die Nestlinge das Nest verlassen, sind bislang noch nicht beschrieben worden.

## Einzelbelege
1. ↑   Handbook of the Birds of the World zum Lavendl-Paradiesvogel, aufgerufen am 17. August 2017
2. 1 2 3 4   Frith & Beehler: The Birds of Paradise - Paradisaeidae. S. 471.
3. ↑   Frith & Beehler: The Birds of Paradise - Paradisaeidae. S. 470.
4. ↑   McCarthy: Handbook of Avian Hybrids of the World. S. 228.
5. ↑   Frith & Beehler: The Birds of Paradise - Paradisaeidae. S. 472.
6. ↑   Frith & Beehler: The Birds of Paradise - Paradisaeidae. S. 473.
7. ↑   Frith & Beehler: The Birds of Paradise - Paradisaeidae. S. 474.